# Olympus Mons
Der Olympus Mons (lateinisch für Berg Olymp), früher auch Nix Olympica, ist ein Vulkan am Rande der Tharsis-Region auf dem Planeten Mars. Er hat eine Gipfelhöhe von über 22 km über dem mittleren Planetenniveau und 26 km über der umliegenden Tiefebene sowie einen Durchmesser von fast 600 km.
Der Berg ist ungefähr zweieinhalb Mal so hoch wie der Mount Everest, gemessen über dem Meeresspiegel. Er ist damit im Sonnensystem der höchste Berg und zudem der größte Vulkan. Er ist der jüngste der großen Vulkane auf dem Mars, der sich während der Hesperian-Periode des Mars gebildet hat; es ist nicht bekannt, ob der Olympus Mons bereits erloschen oder noch aktiv ist.

## Beschreibung
Der Olympus Mons gehört aufgrund seiner Form zu den so genannten Schildvulkanen. Dieser Vulkantyp hat zwar eine relativ geringe Hangneigung und geht daher verhältnismäßig weit mehr in die Breite als in die Höhe, erreicht dabei aber besonders große Ausmaße. Auf der Erde ist beispielsweise die Inselgruppe Hawaii aus diesem Vulkantyp hervorgegangen. Der Mars besitzt, anders als die Erde, keine Plattentektonik, weswegen sich keine Vulkane entlang von Plattengrenzen  bilden konnten. Deshalb konnte die Lava nur an einer Region des Planeten genug Stärke erreichen, um die Kruste zu durchbrechen, und einige wenige, aber gewaltige Vulkane hervorbringen. Der Berg konnte auch nur deshalb so groß werden, weil die Anziehungskraft auf dem Mars geringer ist als auf der Erde. Wäre dies nicht der Fall, so würde der Olympus Mons – von seinem eigenen Gewicht erdrückt – „zusammensacken“.
Der Berg könnte zuletzt vor geologisch kurzer Zeit ausgebrochen sein; das folgern Forscher aus Lavaströmen, deren Alter auf etwa zwei Millionen Jahre geschätzt wird.
Der Olympus Mons ist mehr als zwanzigmal so breit wie hoch. Seine Abhänge sind an manchen Stellen bis zu sechs Kilometer hoch, an anderen Stellen flach. Dies kommt durch Lavaströme, die bei der Entstehung des Vulkans freigesetzt wurden, zustande.
Die Gipfelcaldera hat eine Breite von bis zu 90 km und liegt mit ihrem Boden zum Teil mehr als 3 km tiefer als der Rand. Sie entstand vor 380 bis 140 Millionen Jahren.
Zwei Einschlagkratern auf dem Olympus Mons wurden vorläufige Namen durch die Internationale Astronomische Union zugeteilt. Es handelt sich um den Karzok-Krater mit einem Durchmesser von 15,6 km und um den Pangboche-Krater mit einem Durchmesser vom 10,4 km. Die Krater sind zwei von mehreren Quellgebieten für Shergottite, der häufigsten Klasse von Marsmeteoriten (SNC-Meteoriten).

## Frühe Beobachtungen und Benennung

Vergleich des Olympus Mons mit den höchsten Bildungen auf der Erde. Vor dem Zentralteil des Olympus Mons sind das größte irdische Vulkanmassiv, die Insel Hawaii mit ihrem Sockel im Pazifik und das Mount-Everest-Massiv im Himalaya abgebildet. Zweifache Überhöhung.

Am 10. November 1879 entdeckte der italienische Astronom Giovanni Schiaparelli (1835–1910) einen Berg auf dem Planeten Mars und glaubte Schnee auf ihm zu erkennen. Daher gab er ihm die Albedobezeichnung Nix Olympica (lateinisch nix ‚Schnee‘; für Olympischer Schnee).
Der Astronom Patrick Moore bemerkte, dass Schiaparelli „herausgefunden hatte, dass Nodus Gordis und Nix Olympica die fast einzigen Oberflächenmerkmale sind“, die auch während der Staubstürme zu erkennen sind; er „folgerte korrekterweise, dass sie entsprechend hoch sein müssen“. Davon ausgehend war es Beobachtern bereits im 19. Jahrhundert mit Teleskopen möglich, die Vulkane der Tharsis-Region zu beobachten, da diese aufgrund ihrer Höhe auch während anhaltender Staubstürme auf dem Mars von der Erde aus sichtbar sind.
1971 erreichte die Raumsonde Mariner 9 während eines globalen Staubsturms eine Umlaufbahn um den Mars. Die ersten Objekte, die sichtbar wurden, als sich der Staub abzusetzen begann, waren die Gipfel der Tharsis-Vulkane. Beobachtungen von Mariner 9 bestätigten ebenfalls, dass es sich nicht nur um einen Berg handelte, sondern aufgrund seiner Form um einen (wahrscheinlich erloschenen) Schildvulkan.
Bei der Benennung orientierten sich die Astronomen an Schiaparellis Albedobezeichnung Nix Olympica und tauften den Vulkan schließlich nach dem griechischen Berg Olymp, dem Sitz der antiken griechischen Götter.

Rundblick mit Olympus Mons von 2001 Mars Odyssey am 11. März 2024

## Lage und Umgebungsmerkmale

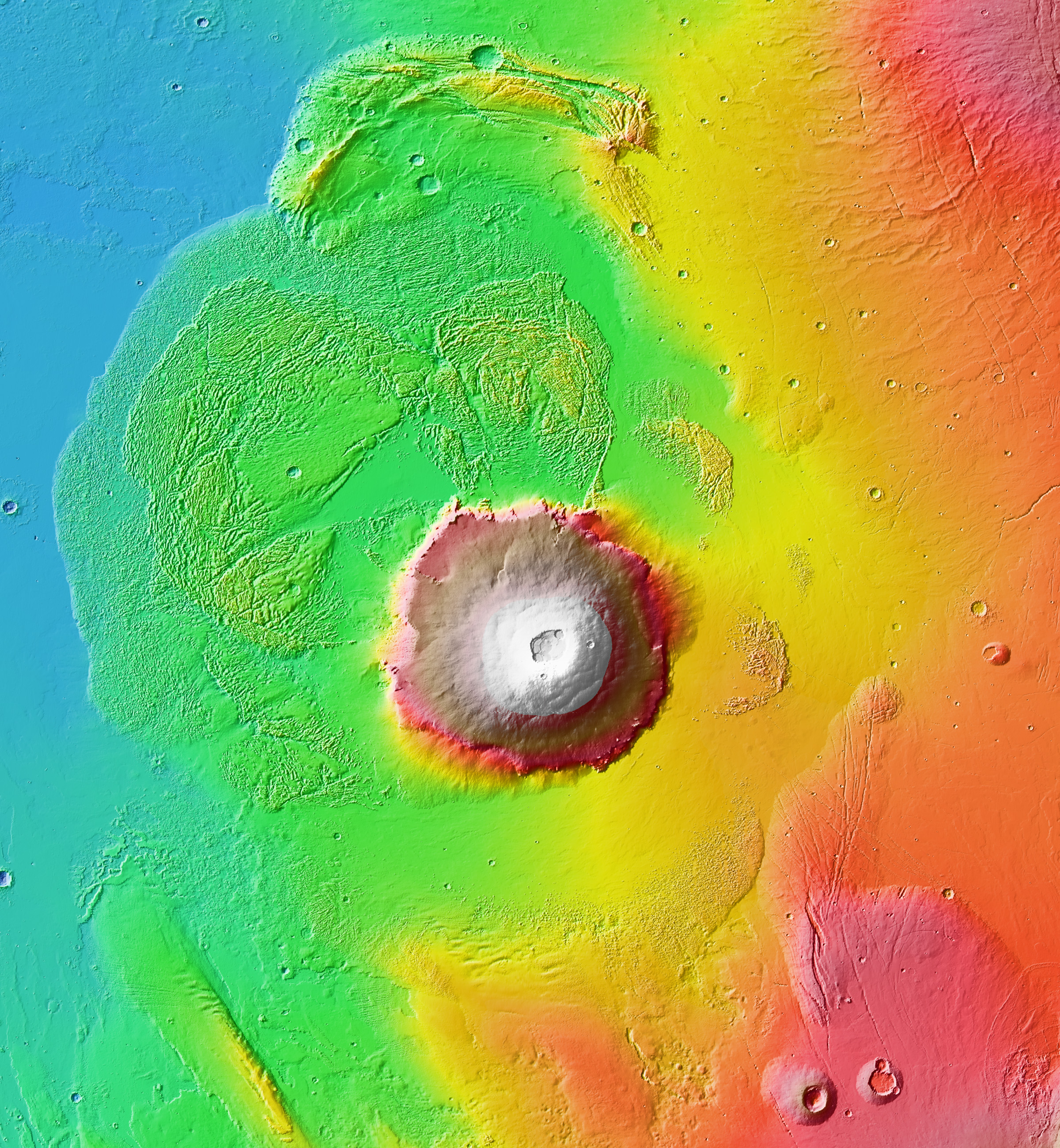
Topographische Karte des Olympus Mons und der umgebenden Aureole (Mars Orbiter Laser Altimeter des Mars Global Surveyor)

Der Berg liegt auf der westlichen Hemisphäre zwischen dem östlichen Rand von Amazonis Planitia (Gradfeld MC-8) und dem nordwestlichen Rand der Tharsis-Region (Gradfeld MC-9). Er befindet sich ungefähr 1.200 km nordwestlich von den anderen drei großen Mars-Schildvulkanen entfernt, welche die Gruppe der Tharsis Montes bilden: Arsia Mons, Pavonis Mons und Ascraeus Mons. Die Tharsis Montes sind etwas kleiner als der Olympus Mons.
Ein breiter ringförmiger Graben umgibt den Olympus Mons; es wird davon ausgegangen, dass er durch das immense Gewicht des Vulkans entstanden ist, das auf die Marskruste wirkt. Die Tiefe des Grabens ist auf der Nordwestseite größer als auf der Südostseite.
Der Olympus Mons ist von einer Region welligen Geländes umgeben, die als Olympus Mons Aureole bekannt ist und aus mehreren großen, sich überlappenden, Schichten besteht. Nordwestlich des Vulkans erstreckt sich die Aureole (Korona) über 750 km und ist als Lycus Sulci (24° 36′ 0″ N, 141° 0′ 0″ W) bekannt. Im Osten des Olympus Mons ist sie teilweise von Lavaströmen bedeckt und trägt unterschiedliche Namen, wie beispielsweise Gigas Sulci. Der Ursprung der Aureole bleibt umstritten; sie entstand wahrscheinlich durch gewaltige Erdrutsche oder gravitationsbedingte Überschiebungen, die sich vom Rand des Schildes des Olympus Mons lösten.

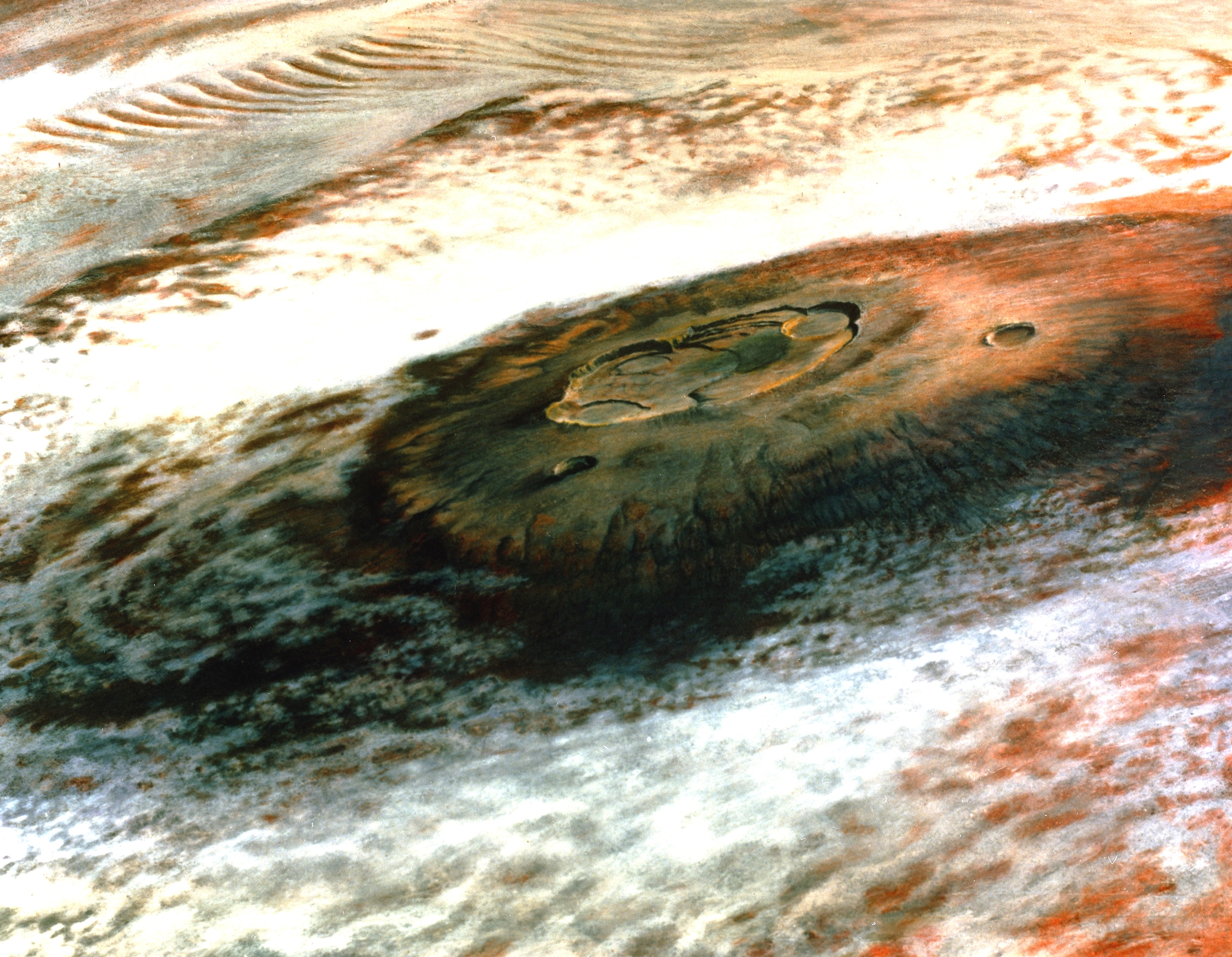
Der Olympus Mons, aufgenommen während der Viking-Mission
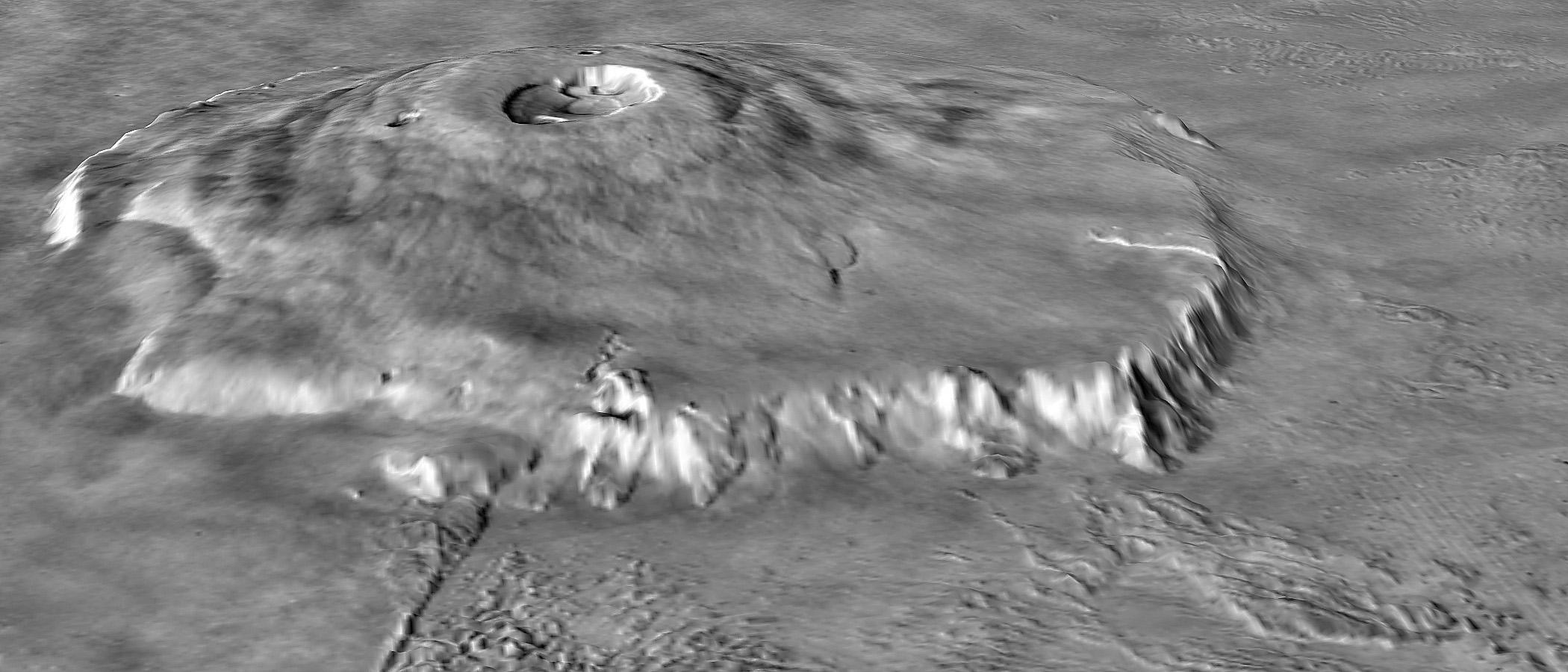
Dreidimensionales Profil
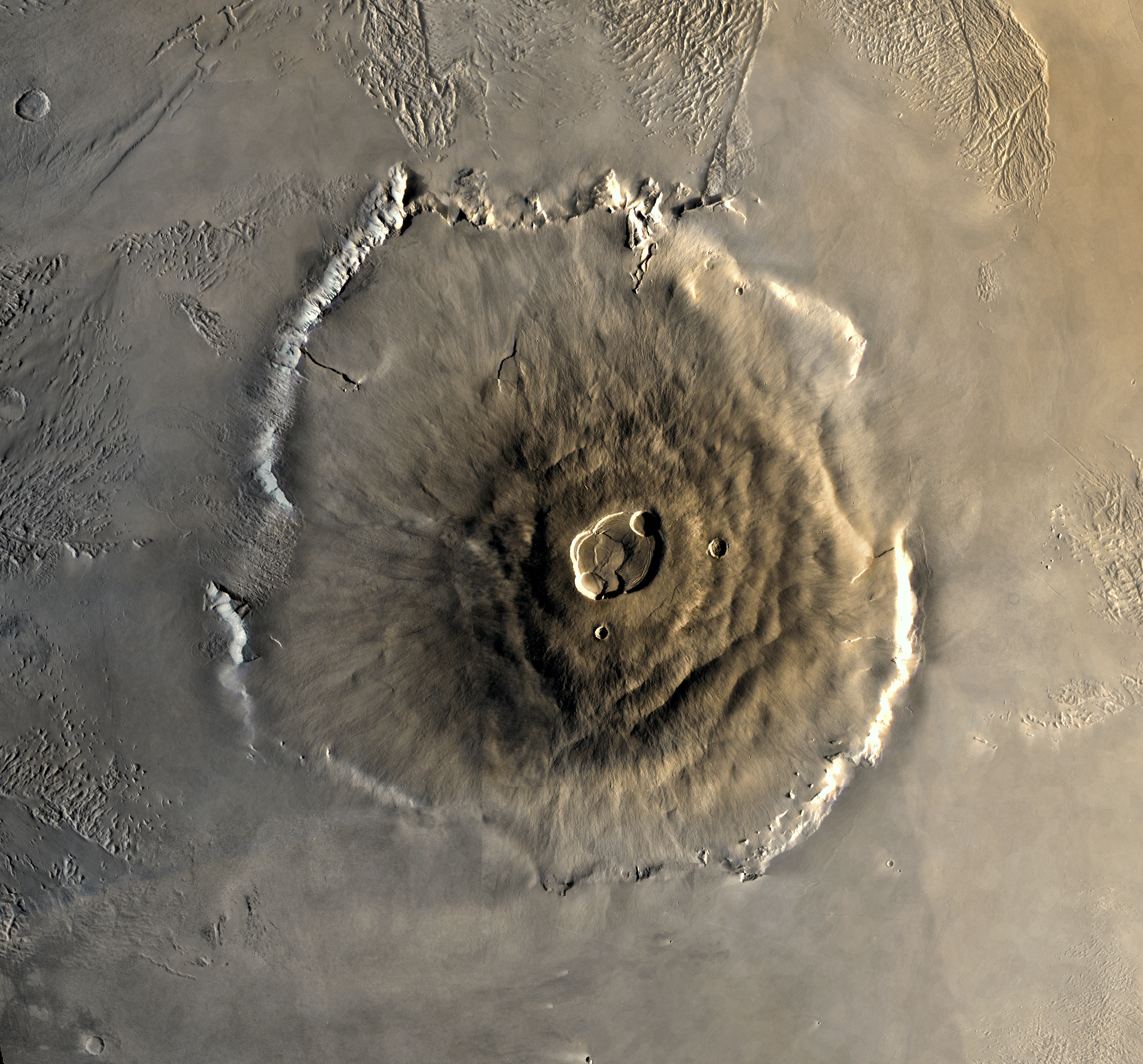
Orbitale Aufnahme des Olympus Mons
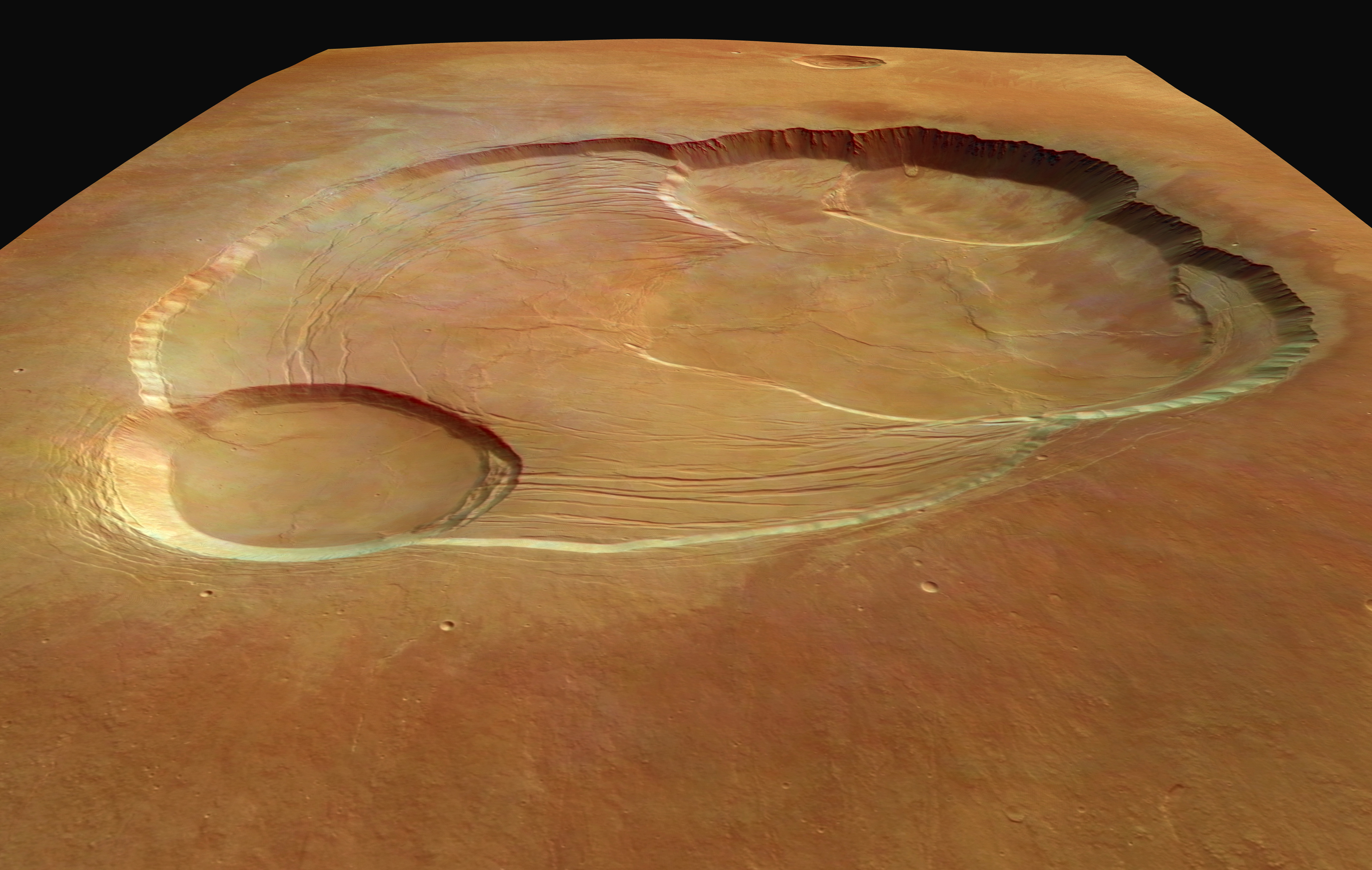
Die komplexe Caldera des Olympus Mons
Olympus Rupes, der nördliche Teil des Olympus Mons